# 李如梅
李如梅（?—?），字子清。明朝軍事人物，中国辽宁的铁岭李氏李成梁之子，由父廕歷都指揮僉事。

## 生平
李如梅跟随兄长李如松参加朝鮮之役征伐日本。遷遼東副總兵。於碧蹄館大戰先後射殺日軍立花宗茂的家臣十時惟道、安東常久。
万历二十四年（1596年），击败蒙古炒花入犯。翌年八月，进都督僉事，充御副总兵，再次到朝鲜帮助拒击日本军。率左军攻蔚山，迫使日本军逃到岛山。后失战机，为日本援兵所败。擢升为御倭总兵官。李如松战死辽东，奉命驰奔代替兄长。次年，以拥兵畏敌，被弹劾罢职。起复担任僉书左府。
朝鲜半岛的陇西李氏是出自李如梅的后代，部分后代成为朝鮮人。